# Amphiesma
Amphiesma es un género de serpientes de la subfamilia Natricinae. Sus especies se distribuyen por Asia (región indomalaya y Extremo Oriente) y la Wallacea.

## Especies
Se reconocen las siguientes:
- Amphiesma andreae Ziegler & Le Khac Quyet, 2006
- Amphiesma arquus David & Vogel, 2010
- Amphiesma atemporale (Bourret, 1934)
- Amphiesma beddomei (Günther, 1864)
- Amphiesma bitaeniatum (Wall, 1925)
- Amphiesma boulengeri (Gressitt, 1937)
- Amphiesma celebicum (Peters & Doria, 1878)
- Amphiesma concelarum Malnate, 1963
- Amphiesma craspedogaster (Boulenger, 1899)
- Amphiesma deschauenseei (Taylor, 1934)
- Amphiesma flavifrons (Boulenger, 1887)
- Amphiesma frenatum Dunn, 1923
- Amphiesma groundwateri (Smith, 1922)
- Amphiesma inas (Laidlaw, 1901)
- Amphiesma ishigakiense (Malnate & Munsterman, 1960)
- Amphiesma johannis (Boulenger, 1908)
- Amphiesma kerinciense David & Das, 2003
- Amphiesma khasiense (Boulenger, 1890)
- Amphiesma leucomystax David, Bain, Quang Truong, Orlov, Vogel, Ngoc Thanh & Ziegler, 2007
- Amphiesma metusia Inger, Zhao, Shaffer & Wu, 1990
- Amphiesma miyajimae (Maki, 1931)
- Amphiesma modestum (Günther, 1875)
- Amphiesma monticola (Jerdon, 1853)
- Amphiesma nicobariense (Sclater, 1891)
- Amphiesma octolineatum (Boulenger, 1904)
- Amphiesma optatum (Hu & Zhao, 1966)
- Amphiesma parallelum (Boulenger, 1890)
- Amphiesma pealii (Sclater, 1891)
- Amphiesma petersii (Boulenger, 1893)
- Amphiesma platyceps (Blyth, 1854)
- Amphiesma popei (Schmidt, 1925)
- Amphiesma pryeri (Boulenger, 1887)
- Amphiesma sanguineum (Smedley, 1931)
- Amphiesma sarasinorum (Boulenger, 1896)
- Amphiesma sarawacense (Günther, 1872)
- Amphiesma sauteri (Boulenger, 1909)
- Amphiesma sieboldii (Günther, 1860)
- Amphiesma stolatum (Linnaeus, 1758)
- Amphiesma venningi (Wall, 1910)
- Amphiesma vibakari (Boie, 1826)
- Amphiesma viperinum (Schenkel, 1901)
- Amphiesma xenura (Wall, 1907)